# Komorní Hrádek
Komorní Hrádek (Duits: Kammerburg of Kammerburg in Böhmen) is een Tsjechische plaats in de gemeente Chocerady in de regio Midden-Bohemen en maakt deel uit van het district Benešov. Het dorp ligt op ongeveer 1,5 kilometer afstand van Chocerady en op ongeveer 13 kilometer afstand van de stad Benešov.
Komorní Hrádek telt 94 inwoners (2021).

## Geografie
Komorní Hrádek ligt aan de rivier de Sázava - precies aan de overkant ligt Chocerady.

## Geschiedenis
De eerste schriftelijke vermelding van het dorp dateert van 1401. In 1318 was er echter reeds sprake van een burcht op deze plek: Čejchanov. De latere burcht Komorní Hrádek heeft de oudere vervangen, nadat Čejchanov in 1404 werd belegerd en verwoest. Er zijn nog enkele restanten terug te vinden onder de begroeiing nabij de heuvel waarop de huidige burcht staat. In 1965 werd de voormalige locatie van Čejchanov tot cultureel monument verklaard.
In 1949 werd Komorní Hrádek, samen met Chocerady, ingedeeld bij het district Benešov.

## Verkeer en vervoer

### Autowegen
Er leidt een regionale weg naar het dorp.

### Spoorlijnen
Er is geen station in Komorní Hrádek. Het dichtstbijzijnde station is in Chocerady, op zo'n 1,5 kilometer afstand.

### Buslijnen
De volgende buslijn halteert in het dorp:
| Halte                     | Lijn | Traject            | Vervoerder   |
| ------------------------- | ---- | ------------------ | ------------ |
| Chocerady, Komorní Hrádek | 797  | Chocerady - Vranov | CŠAD Benešov |

## Bezienswaardigheden
- Burcht Komorní Hrádek, een burcht uit de renaissance (16e–17e eeuw);
- Kapel nabij de burcht.

## Galerij

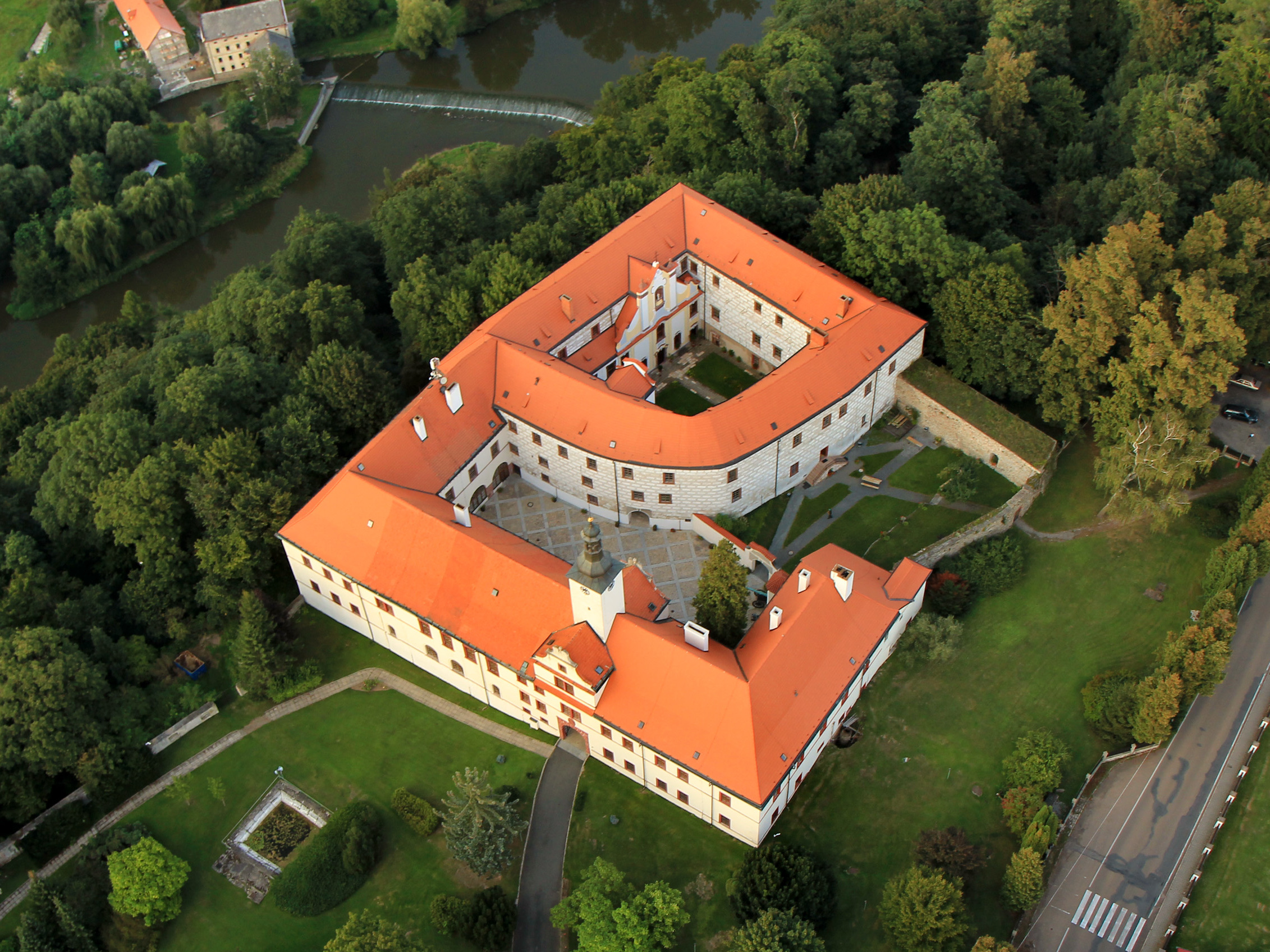
Burcht van bovenaf gezien (2012)
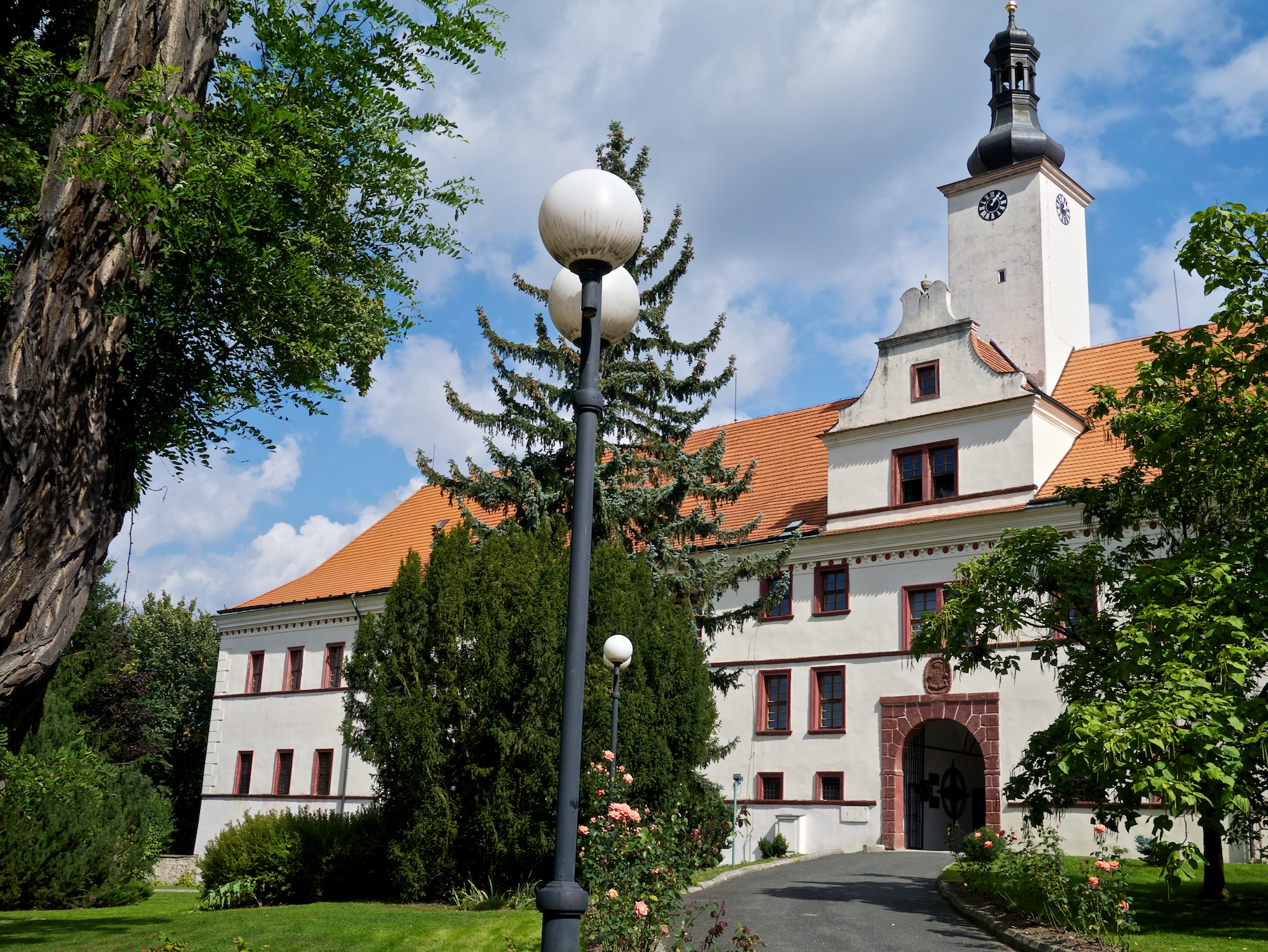
Vooraanzicht van de burcht (2012)
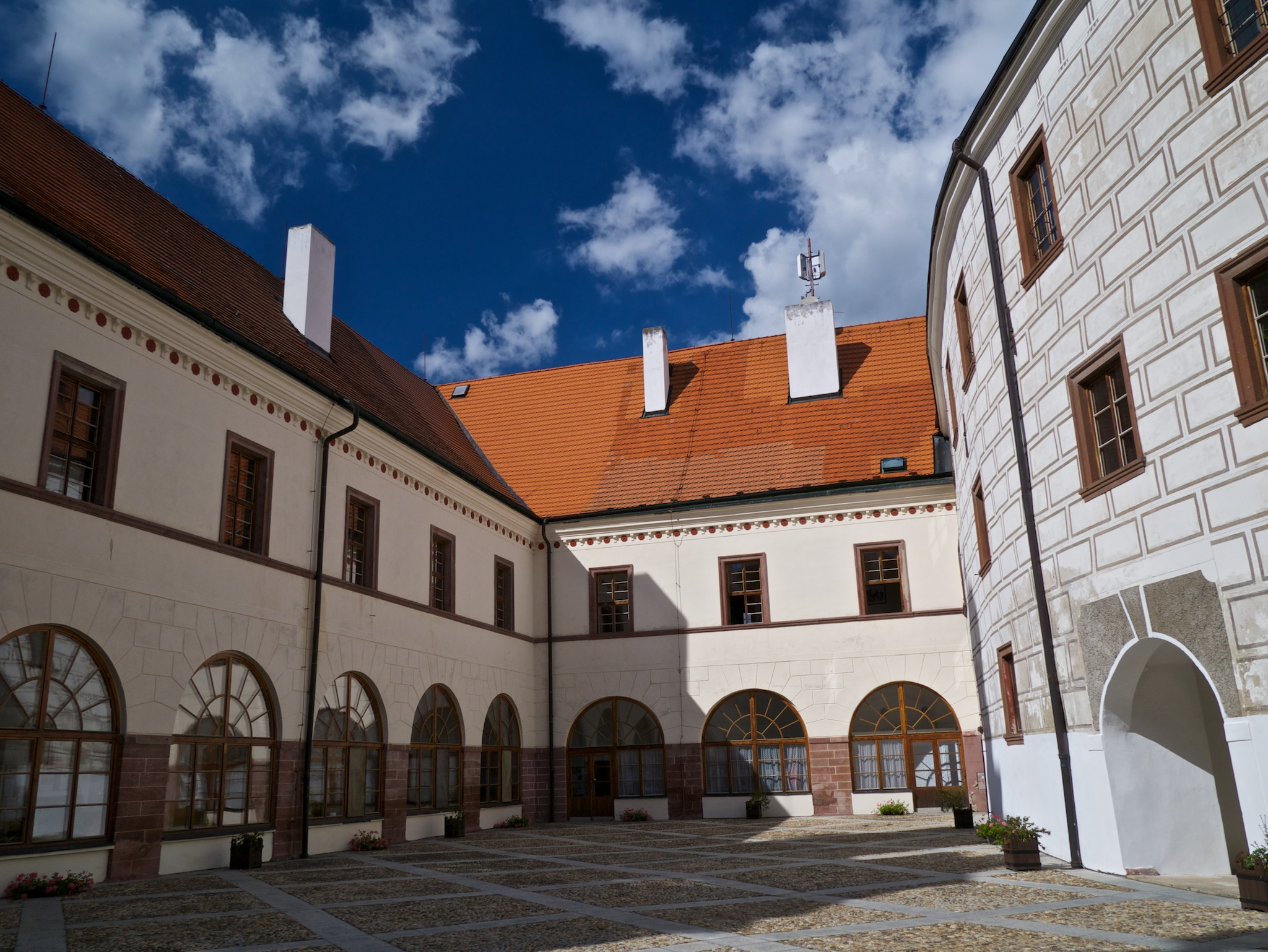
In de burcht (2012)
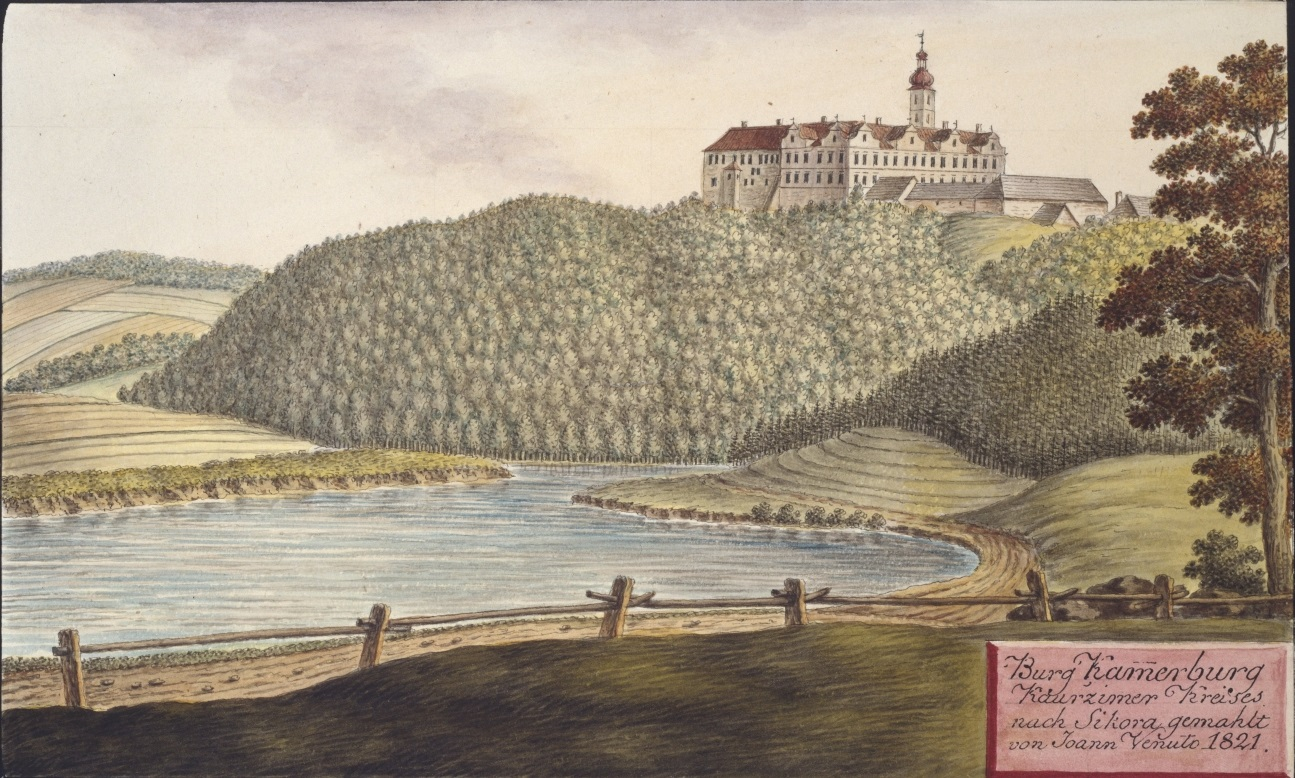
Zicht op de burcht (Joannes Venuto - 1821)
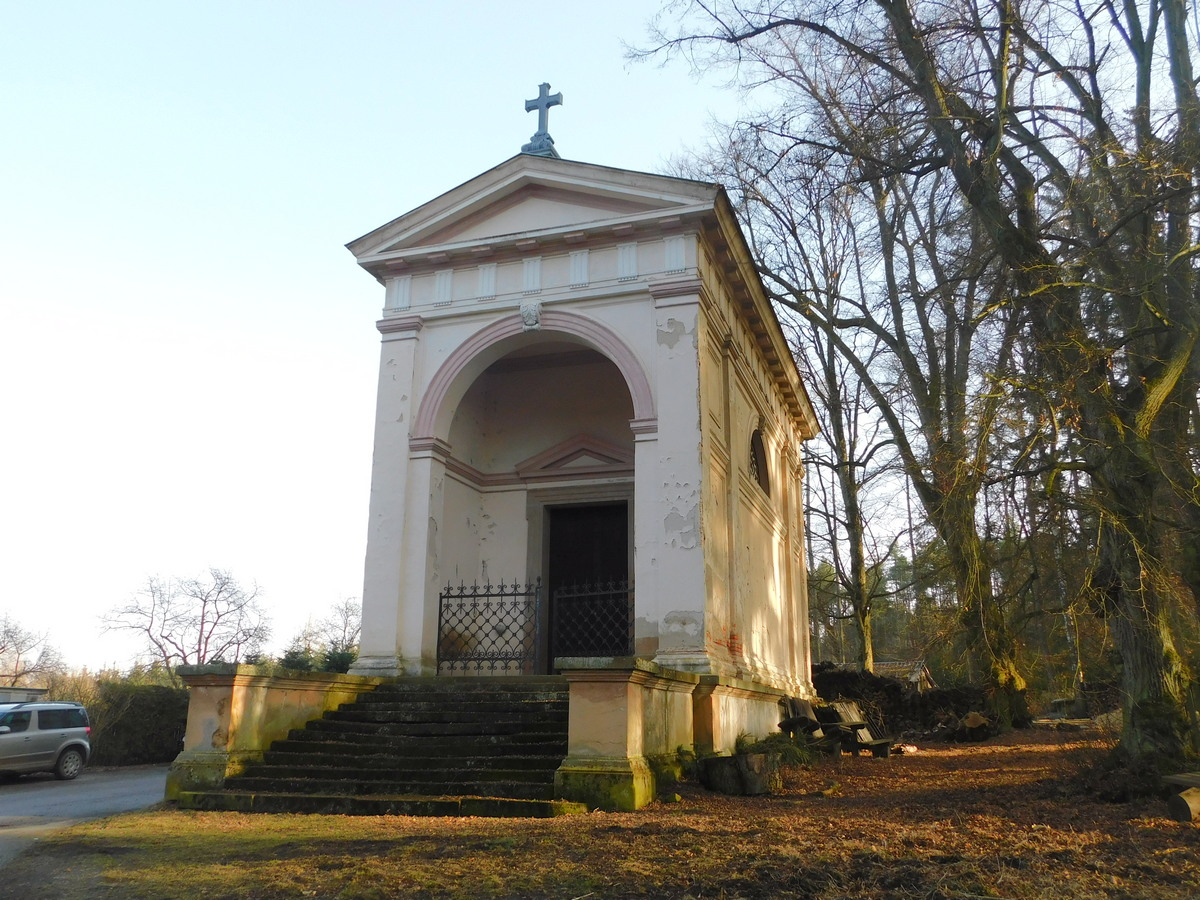
Kapel nabij de burcht (2021)
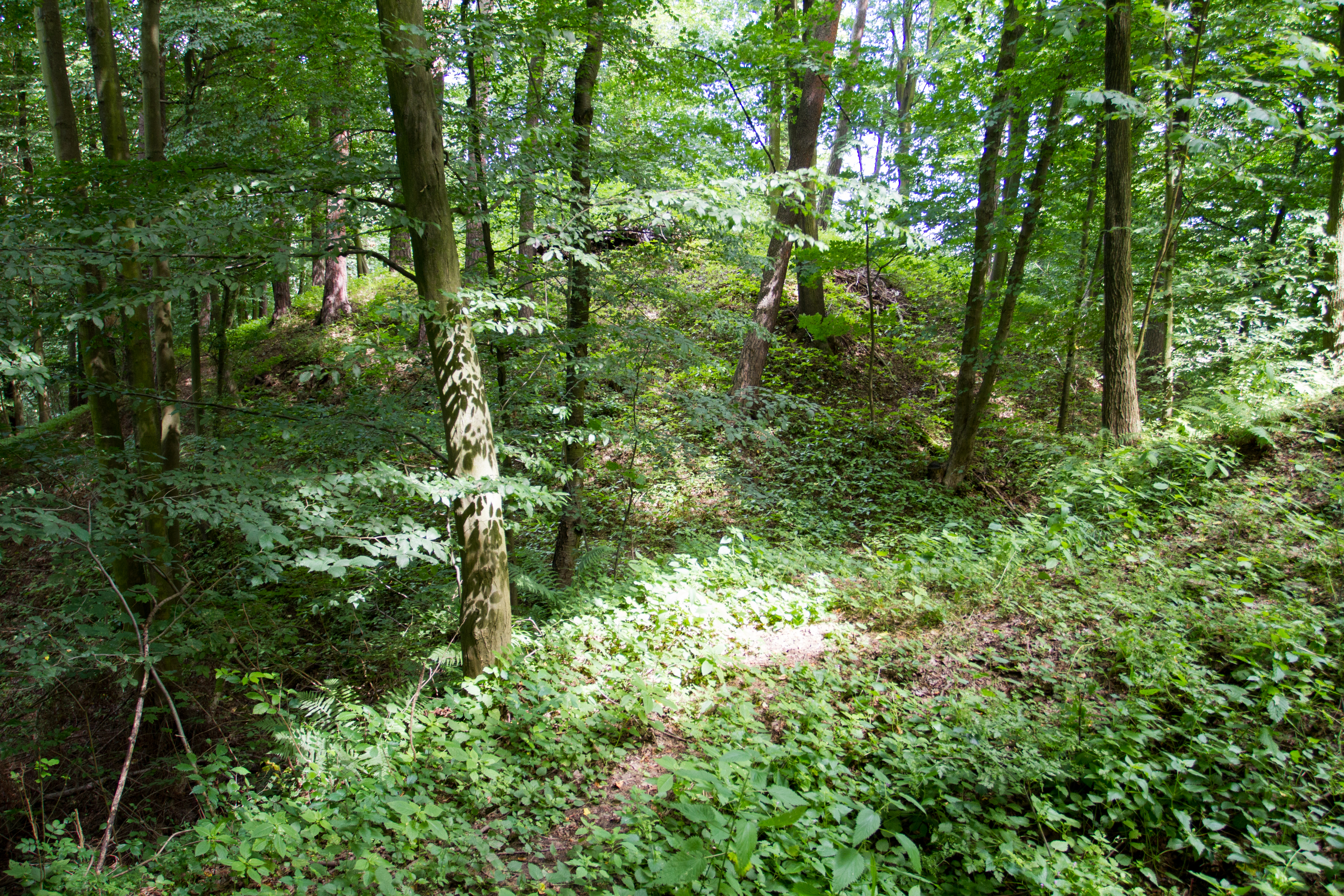
Locatie van voormalige burcht Čejchanov (2014)